# Rey en Prusia
Rey en Prusia fue un título utilizado por los Electores de Brandeburgo desde 1701 hasta 1772. Desde entonces utilizaron el título de Rey de Prusia.
Los miembros de la Casa Hohenzollern gobernaron Brandeburgo como Príncipes-Electores, y estaban sujetos al emperador del Sacro Imperio Romano Germánico. Desde 1618, los Electores de Brandeburgo también gobernaban el Ducado de Prusia, que se encontraba fuera del imperio, en unión personal. El estado dual era conocido como Brandeburgo-Prusia. El Ducado de Prusia fue originalmente un feudo que los duques sostenían del Reino de Polonia, de quien eran vasallos, hasta los Tratados de Labiau (1656) y Bromberg (1657), con los que Federico Guillermo I, el Gran Elector, alcanzó la plena soberanía de la Corona Polaca. En 1701 el Elector Federico III quería mostrar su grandeza adoptando el título de rey. En ese tiempo solo existían tres títulos reales dentro del imperio: "Rey de los Alemanes" (un título sostenido por el emperador), "Rey de Bohemia" (a menudo sostenido por el emperador también), y "Rey de los Romanos" (sostenido por el heredero del emperador).
A cambio de la ayuda de los Hohenzollern en la Guerra de Sucesión Española y el apoyo al candidato de los Habsburgo en la subsecuente elección, el emperador Leopoldo I permitió a Federico coronarse a sí mismo "Rey en Prusia", no "Rey de Prusia"; Legalmente, Federico era solo un elector en sus dominios dentro de las fronteras del imperio; solo era rey en su anterior ducado. Sin embargo, el poder del emperador se había convertido en solo nominal en ese tiempo, y su señorío sobre Brandeburgo y el resto del imperio se había convertido en gran medida en una ficción legal. Así, aunque Brandeburgo era todavía legalmente parte del imperio y gobernado en unión personal con Prusia, pronto fue tratada de facto como una parte de Prusia.

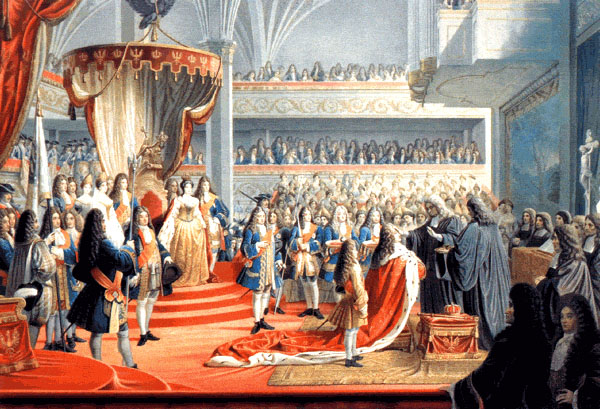
Coronación de Federico I en el Castillo de Königsberg.

El 17 de enero de 1701, Federico dedicó el escudo de armas real, el águila negra prusiana con el lema suum cuique impreso. El 18 de enero, se coronó a sí mismo y a su mujer Sofía Carlota en una barroca ceremonia en el Castillo de Königsberg.
Incluso así, el movimiento de Federico fue controvertido, y solo fue ampliamente aceptado después del Tratado de Utrecht en 1713. El título "Rey de Prusia" implicaba el señorío sobre la entera región prusiana, no simplemente en el anterior Ducado de Prusia, ahora Reino de Prusia, y la asunción de este título por los margraves Hohenzollern hubiera amenazado la vecina Polonia; debido a que la provincia de Prusia Real era parte del Reino de Polonia, los Reyes de Polonia se intitulaban a ellos mismos como Reyes de Prusia hasta 1742.
A lo largo del siglo XVIII el poder de los Reyes en Prusia continuó creciendo. Salieron victoriosos sobre la Monarquía Habsburgo austríaca en las tres Guerras Silesias, aumentando considerablemente su poder con la adquisición de Silesia. El Rey Federico II adoptó el título de Rey de Prusia  en 1772, el mismo año en que anexionó la mayor parte de la Prusia Real en la Primera Partición de Polonia. Reflejando el tecnicismo de que Brandeburgo todavía era parte del Sacro Imperio Romano Germánico, los reyes de Prusia continuaron utilizando el título de Elector de Brandeburgo hasta la disolución del imperio en 1806.